# Coalició Unió per la Victòria
La Coalició Unió per la Victòria (albanès Bashkimi për Fitoren) fou una coalició política d'Albània que es presentà a les eleccions legislatives albaneses de 2001, en les que tot i obtenir 487.314 vots (el 36,8%) i 46 escons fou derrotada pel Partit Socialista d'Albània.

## Partits membres
Els membres de la coalició eren:
| Partit | Partit                            | Partit                            | Ideologia                    | Posició política    | Líder         |
| ------ | --------------------------------- | --------------------------------- | ---------------------------- | ------------------- | ------------- |
|        | Unió Liberal Democràtica          | Unió Liberal Democràtica          | Liberalisme                  | Centre              | Arian Starova |
|        | Partit Democràtic d'Albània       | Partit Democràtic d'Albània       | Conservadorisme              | Centredreta a Dreta | Sali Berisha  |
|        | Partit Republicà d'Albània        | Partit Republicà d'Albània        | Conservadorisme nacionalista | Dreta               | Fatmir Mediu  |
|        | Partit Moviment Legalitat         | Partit Moviment Legalitat         | Conservadorisme              | Dreta a Ultradreta  | Ekrem Spahiu  |
|        | Partit del Front Nacional Albanès | Partit del Front Nacional Albanès | Conservadorisme nacionalista | Ultradreta          | Shpëtim Rroqi |

## Resultats electorals
| Any  | Vots    | %         | Escons   | +/– | Govern   |
| ---- | ------- | --------- | -------- | --- | -------- |
| 2001 | 494,272 | 36.9 (#2) | 46 / 140 | 20  | Oposició |